# دنیس ویلیام سیاما
دنیس ویلیام سیاما (انگلیسی: Dennis William Sciama؛ زاده ۱۸ نوامبر ۱۹۲۶ - درگذشته ۱۹ دسامبر ۱۹۹۹) یک فیزیک‌دان اهل انگلستان بود که نقش برجسته‌ای در پیشرفت فیزیک بریتانیا پس از جنگ جهانی دوم داشت.
او سرپرست دکتری بسیاری از کیهان شناسان معروف، از جمله استیون هاوکینگ، مارتین ریس و دیوید دویچ بود. او یکی از پدران کیهان‌شناسی مدرن محسوب می‌شود.